# QIWI
Група QIWI (QIWI plc) — російська електронна платіжна система. Діяльність QIWI в Україні не врегульована і є незаконною.

## Історія
Група QIWI утворена в 2007 році.
У 2008 відбувся запуск бренду QIWI і цілодобової Єдиної служби підтримки користувачів.
У 2009 відбулося злиття компаній «Об'єднана система моментальних платежів» та Групи e-port.
У 2010 до складу Групи QIWI увійшов Банк «1-й Процесинговий», який у 2011 перейменований в ЗАТ «КІВІ Банк».
У листопаді 2012 Visa і QIWI підписали угоду про глобальне партнерство, в рамках якого QIWI Гаманець перетворився в кобрендінговий продукт Visa QIWI Wallet.
У 2012 році QIWI запустила послугу мікрокредитування разом з сервісом Platiza.ru.
У травні 2022 року хакерська група Network Battalion 65 (NB65) заявила, що вимкнула сервери, "вимкнула кластери Hyper-V і зашифрувала образи", "зашифрувала всі бази даних SQL", "викурила ~10,5 ТБ резервних копій" і екс-фільтрувала 12,5 мільйонів кредитних карток своїх клієнтів.

## Скорочення партнерства
З 15 березня 2011 з метою скорочення конкуренції на ринку компанія припинила прийом платежів для систем електронних грошей «Яндекс.Гроші», «Delta Key», «IntellectMoney», «Money Money», «MoneyMail», «RBK Money», «WebCreds», «Webtransfer», «Z-Payment», «Монета.ру» та «Рамблер плюс».
У відповідь більшість інших підприємств (Comepay, X-Plat, RBK Money, W1 та ін.) припинили приймати платежі для системи QIWI, відповідно перевести кошти в QIWI через більшість електронних терміналів інших підприємств стало неможливо, а сама QIWI виявилася відрізаною від інших платіжних систем.[джерело не вказане 3998 днів]

## Власники компанії
- Менеджменту компанії, включаючи генерального директора Андрія Романенка, належить 63,7 % акцій;
- Mail.Ru Group з 2011 знизила свою частку в системі до 21,4 %[14];
- 18 січня 2011 японська компанія «Mitsui Fudosan» купила 14,9 % компанії[15].

## QIWI в Україні
На український ринок компанія вийшла у червні 2011 року, запустивши 10 300 терміналів. У листопаді 2014 року українська інвестиційна компанія Concorde Capital придбала 50 % у компанії «ОМП-2013», яка надавала послуги під брендом QIWI в Україні. 20 листопада був проведений ребрендинг і на території України (крім окупованого Криму) бренд QIWI був замінений на Tyme. У листопаді 2015 року журналісти телепрограми «Секретные материалы» каналу 2+2 заявили про можливу причетність терміналів Tyme до фінансування бойовиків на сході України.
Після окупації Криму Російською Федерацією QIWI продовжила бізнес на півострові як російська компанія.
У лютому 2022 року, після вторгнення Росії на території України, компанія заблокувала акаунти, зареєстровані на номери українських операторів, і привласнила гроші.

## Цікаві факти
- Російські групи активно використовують QIWI для збору коштів на оснащення бойовиків, які воюють проти України[20].
- Одним з основних джерел[джерело?] доходів QIWI є списання коштів з неактивних користувачів, по 10 рублів на день. При цьому користувач не отримує жодних сповіщень про списання своїх коштів. Після спустошення гаманця, він видаляється[21][22].
- 01 травня 2022 року Хакери NB65 заявили, що зламали російську платіжну систему QIWI та зашифрували бази даних.